# A Todo Sí Tour
A Todo Sí Tour es la decimosexta gira de conciertos de la cantante y compositora madrileña Malú, lanzada como promoción de su último disco en el mercado, A Todo Sí (publicado en diciembre de 2023), así como a modo de celebración del 25º aniversario del álbum Aprendiz (publicado en marzo de 1998), que supuso el inicio de la carrera musical de la artista.
Esta gira marca el retorno de la intérprete a recintos íntimos y pequeños como teatros, auditorios y palacios de congresos, donde no actuaba desde 2014 con el renombrado Tour Sí. Fue precisamente con esta gira, tras emerger como la espuma avivada por el fenómeno La Voz, cuando la artista aparcó este formato más reducido para pasar a actuar en arenas, grandes pabellones, plazas de toros y estadios.
Así mismo, esta gira implica el regreso de la artista madrileña a Latinoamérica, donde no actuaba desde 2017 con el Tour Caos, y tras la cancelación de las fechas previstas en México, Chile y Argentina con el cancelado Oxígeno Tour.

## Repertorio
A continuación se cita el 'setlist' escogido para el tour. 
Parte I:
1. Introducción + 'Aprendiz'
2. 'Como una flor' + Discurso de bienvenida
3. 'Duele' + 'Sin ti todo anda mal'
4. 'Toda'
5. 'Diles'
6. 'Enamorada' + Cambio de vestuario

Parte II:
1. 'Por una vez' + 'Si estoy loca' + 'Te conozco desde siempre' + 'A esto le llamas amor'
2. 'Ahora tú'
3. 'Ni un segundo'
4. 'Vuelvo a verte'
5. 'Blanco y negro'
6. 'El apagón'
7. 'A prueba de ti'

Parte III:
1. 'Oye' + 'Todos los secretos' + 'Deshazte de mí' + 'Desaparecer' + 'Ángel Caído'
2. 'Deshielo'
3. 'Desprevenida'
4. 'Invisible'
5. 'Quiero'
6. 'Contradicción' + Despedida

Parte IV:
1. 'Ausente'
2. 'Contradicción' + 'Invisible' + 'A prueba de ti' + 'Blanco y Negro' + 'Vuelvo a Verte' + 'Ahora tú' + 'Que nadie' + 'No voy a cambiar' + 'No me extraña nada' + 'Devuélveme la vida' + 'Toda' + 'Aprendiz' + 'Como una flor' + Cierre

- Desde el concierto celebrado el día 26 de octubre en Córdoba, la artista madrileña cantó por primera vez 'Contigo', su nuevo tema en colaboración con Prince Royce, que había sido lanzado unos días atrás.

## Fechas
La primera tanda de conciertos, que incluye únicamente 20 fechas en teatros, auditorios y palacios de congresos, entre los meses de febrero y junio, se anunció la mañana del 5 de diciembre a través de las redes sociales de la artista, tres días antes de la publicación del disco homónimo. Se confirmó la salida a venta de las entradas de estos conciertos para las 10:00h del 7 de diciembre.
Una segunda tanda de conciertos durante el verano en recintos mayores fue confirmada por la propia artista, previa a la celebración de una tercera manga por países de Latinoamérica.
| Primera etapa: teatros, auditorios y palacios de congresos.     |                   |           |                                      |                      |
| 10 de febrero de 2024                                           | Roquetas de Mar   | España    | Teatro-Auditorio de Roquetas de Mar  |                      |
| 11 de febrero de 2024                                           | Roquetas de Mar   | España    | Teatro-Auditorio de Roquetas de Mar  |                      |
| 13 de febrero de 2024                                           | Barcelona         | España    | Gran Teatre del Liceu                |                      |
| 16 de febrero de 2024                                           | Gijón             | España    | Teatro de La Laboral                 | [ 5 ]                |
| 17 de febrero de 2024                                           | La Coruña         | España    | Palacio de la Ópera                  | [ 6 ]                |
| 19 de febrero de 2024                                           | Barcelona         | España    | Gran Teatre del Liceu                |                      |
| 23 de febrero de 2024                                           | Torremolinos      | España    | Auditorio Mpal. Príncipe de Asturias |                      |
| 24 de febrero de 2024                                           | Sevilla           | España    | Auditorio Cartuja Center CITE        | [ 7 ]                |
| 1 de marzo de 2024                                              | Zaragoza          | España    | Sala Mozart-Auditorio de Zaragoza    | [ 8 ]                |
| 3 de marzo de 2024                                              | Benidorm          | España    | Auditorio Benidorm Palace            |                      |
| 8 de marzo de 2024                                              | Cáceres           | España    | Palacio de Congresos de Cáceres      | [ 9 ]                |
| 10 de marzo de 2024                                             | Valladolid        | España    | Auditorio Miguel Delibes             | [ 10 ]               |
| 16 de marzo de 2024                                             | Murcia            | España    | Auditorio Víctor Villegas            | [ 11 ]               |
| 19 de marzo de 2024                                             | Madrid            | España    | Teatro Circo Price                   |                      |
| 22 de marzo de 2024                                             | Madrid            | España    | Teatro Circo Price                   |                      |
| 23 de marzo de 2024                                             | Madrid            | España    | Teatro Circo Price                   |                      |
| 24 de marzo de 2024                                             | Madrid            | España    | Teatro Circo Price                   |                      |
| 5 de abril de 2024                                              | Pozoblanco        | España    | Teatro El Silo                       | [ 12 ]               |
| 6 de abril de 2024                                              | Granada           | España    | Palacio de Congresos de Granada      | [ 13 ]               |
| 12 de abril de 2024                                             | Valencia          | España    | Palau de les Arts Reina Sofía        | [ 14 ]               |
| 13 de abril de 2024                                             | Valencia          | España    | Palau de les Arts Reina Sofía        | [ 14 ]               |
| 19 de abril de 2024                                             | Burgos            | España    | Auditorio Fórum Evolución Burgos     | [ 15 ]               |
| 21 de abril de 2024                                             | Pamplona          | España    | Auditorio Baluarte                   | [ 16 ]               |
| 4 de mayo de 2024                                               | La Línea          | España    | Palacio de Congresos y Exposiciones  | [ 17 ]               |
| 11 de mayo de 2024                                              | Medellín          | España    | Teatro Romano de Medellín            | [ 18 ]               |
| 18 de mayo de 2024                                              | Vigo              | España    | Auditorio Mar de Vigo                | [ 19 ]               |
| 25 de mayo de 2024                                              | Huelva            | España    | Auditorio de Casa Colón              | [ 20 ]               |
| 1 de junio de 2024                                              | Palma de Mallorca | España    | Auditorium de Palma                  |                      |
| 8 de junio de 2024                                              | Bilbao            | España    | Palacio Euskalduna                   |                      |
| 14 de junio de 2024                                             | Orihuela          | España    | Teatro Circo Atanasio Díe Marín      | [ 21 ]               |
| Segunda etapa: gira de verano en festivales y grandes recintos. |                   |           |                                      |                      |
| 27 de julio de 2024                                             | Alcira            | España    | Recinto Ferial de Alcira             |                      |
| 5 de agosto de 2024                                             | Marbella          | España    | Auditorio-Cantera de Nagüeles        |                      |
| 13 de agosto de 2024                                            | Santa Susana      | España    | Espai La Llàntia                     |                      |
| 17 de agosto de 2024                                            | Nerja             | España    | Auditorio Manuel del Campo           | [ 22 ]               |
| 31 de agosto de 2024                                            | Alcalá de Henares | España    | Recinto Amurallado Huerta del Obispo |                      |
| 14 de septiembre de 2024                                        | Huesca            | España    | Cartuja de Ntra. Sra. de las Fuentes |                      |
| 15 de septiembre de 2024                                        | Santander         | España    | Plaza de Toros de Santander          |                      |
| 20 de septiembre de 2024                                        | Oviedo            | España    | Recinto de La Ería                   | [ 23 ]               |
| 27 de septiembre de 2024                                        | Ibiza             | España    | Beso Beach Ibiza                     | Concierto solidario. |
| 26 de octubre de 2024                                           | Córdoba           | España    | Teatro de la Axerquía                |                      |
| 24 de noviembre de 2024                                         | Madrid            | España    | WiZink Center                        | Concierto solidario. |
| 1 de diciembre de 2024                                          | Salamanca         | España    | Palacio de Congresos de Salamanca    |                      |
| 15 de diciembre de 2024                                         | Barcelona         | España    | Auditori del Fòrum-CCIB              |                      |
| 18 de diciembre de 2024                                         | Madrid            | España    | WiZink Center                        |                      |
| Tercera etapa: gira por Latinoamérica.                          |                   |           |                                      |                      |
| 23 de mayo de 2025                                              | Santiago          | Chile     | Gran Arena Monticello                |                      |
| 24 de mayo de 2025                                              | Buenos Aires      | Argentina | Teatro Ópera Orbis Seguros           |                      |

## Conciertos no celebrados
A continuación se pueden ver los conciertos no celebrados de la gira, con la correspondiente razón.
| Fecha                    | Ciudad           | País   | Recinto             | Estado    | Motivo                 |
| ------------------------ | ---------------- | ------ | ------------------- | --------- | ---------------------- |
| 26 de septiembre de 2024 | Madrid           | España | Madrid Arena        | Cancelado | Suspensión de festival |
| 29 de mayo de 2025       | Ciudad de México | México | Teatro Metropólitan | Cancelado | Desconocido            |
| 30 de mayo de 2025       | Guadalajara      | México | Teatro Diana        | Cancelado | Desconocido            |

## Distribución geográfica
A continuación se puede ver la distribución geográfica de los conciertos celebrados en esta gira en España.
- Andalucía (11 conciertos):  Málaga (3), Almería (2), Córdoba (2), Sevilla (1), Granada (1), Cádiz (1) y Huelva (1).
- Comunidad de Madrid (6 conciertos): Madrid (6).
- Comunidad Valenciana (5 conciertos): Valencia (3) y Alicante (2).
- Cataluña (4 conciertos): Barcelona (4).
- Castilla y León (3 conciertos): Valladolid (1), Burgos (1) y Salamanca (1).
- Principado de Asturias (2 conciertos): Asturias (2).
- Galicia (2 conciertos): La Coruña (1) y Pontevedra (1).
- Aragón (2 conciertos): Zaragoza (1) y Huesca (1).
- Extremadura (2 conciertos): Cáceres (1) y Badajoz (1).
- Islas Baleares (2 conciertos): Mallorca (1) e Ibiza (1).
- Región de Murcia (1 concierto): Murcia (1).
- Comunidad Foral de Navarra (1 concierto): Navarra (1).
- País Vasco (1 concierto): Vizcaya (1).
- Cantabria (1 concierto): Cantabria (1).